# Medal Ministra Obrony
Medal Ministra Obrony, zwany Medal Ministerstwa Obrony (duń. Forsvarsministerens Medalje, zw. Forsvarsministeriets Medalje, skr. Fm.M.) – duńskie wojskowe odznaczenie ustanowione 7 grudnia 2009. Przyznawane jest przez Ministra Obrony (Forsvarsministeren), za godne pochwały wysiłki, a także tym, którzy w akcji wykazali się odwagą lub zostali poważnie ranni, niepełnosprawni lub zabici. Może być nadany zarówno wojskowym, jak i cywilom, Duńczykom i obcokrajowcom.
W duńskiej kolejności starszeństwa odznaczeń znajduje się za Medalem za Wyróżniającą się Służbę Lotniczą, a przed Medalem Ministra Sprawiedliwości.
Medal ma średnicę 30 mm, jest wykonywany ze srebra i pozłacany. Na awersie znajduje się królewska korona jak w logu ministerstwa, a pod nią wzdłuż dolnej krawędzi medalu napis „FORSVARSMINISTEREN” (pol. MINISTER OBRONY), a na rewersie jest umieszczany wieniec dębowy, a w jego wnętrzu – rok nadania i czyn, za które było nadanie.
Medal mocowany jest do wiązanej w pięciokąt wstążki w kolorze białym z szerokim czerwonym paskiem pośrodku i wąskimi czerwonymi paskami wzdłuż boków. Drugie nadanie medalu oznaczane jest poprzez umieszczenie na wstążce lub baretce srebrnego dębowego liścia (oznaki męstwa), a trzecie nadanie – złotego dębowego liścia.
Do maja 2016 medal został nadany 24 osobom.